# Alex Hernández Muro
Rocío Alexandra Hernández Muro (Lima, 1988) es una activista peruana en favor de los derechos bisexuales, orientación que forma parte de la comunidad LGBTIQ+. Además, es cofundadora del colectivo Orgullo Bi, milita en la asociación civil Más Igualdad, donde ha sido Directora Ejecutiva (2019-2021), y posteriormente, presidenta entre los años 2021 al 2023.
Es licenciada en Psicología, con estudios de género y una maestría en Neuropsicología.  Actualmente se desempeña como Directora de investigación y proyectos en la asociación civil Más Igualdad; a su vez, investiga temas relacionados con violencia de género, el hostigamiento sexual y salud mental en favor de la comunidad LGBTIQ+.

## Biografía
Alex Hernández, nació en la ciudad de Lima en junio del año 1988; estudió en la Universidad Peruana Cayetano Heredia, obteniendo el título de licenciada en psicología. Es especialista en estudios de género y posee una maestría en Neuropsicología.
Su activismo comienza formalmente en el año 2014, luego de participar en una Marcha por la Igualdad, organizada por el colectivo Unión Civil Ya (base de lo que ahora es la Asociación Civil Más Igualdad Perú), donde tuvo la oportunidad de inspirarse de las activistas de dicho espacio, quienes pronunciaron discursos en favor del matrimonio igualitario. Desde ese momento tomó la decisión de iniciar su militancia por el activismo bisexual.
En su esfuerzo por visibilizar y politizar su activismo ha hecho uso de las redes sociales; ha escrito un libro: "República de Invisibles" publicado como parte de la serie Nudos de la República del Proyecto Bicentenario Perú; artículos para algunas revistas de Perú y colaborar con el informe anual que presenta el Centro de Promoción y Defensa de los Derechos Sexuales y Reproductivos (Promsex).Es miembro activo de la asociación civil Más Igualdad, donde fue parte del Consejo Directivo (2019-2023).  Actualmente, es Coordinadora del Comité Bisexual para Latinoamérica y Centro América de ILGA y es Coordinadora del Comité Bi+ de Más Igualdad Perú, espacios desde donde promueve y participa en "actividades relacionadas a la visibilidad bisexual y otros temas de agenda ligados a la bifobia, monosexismo y otros que afectan a la comunidad bisexual en el Perú y la región".
Igualmente, ha participado en diferentes espacios y programas sobre diversidad sexual, en los cuales ha presentado temas relacionados al orgullo bisexual, la salud mental y defensa por los derechos de la comunidad LGBTIQ+.
En el 2020, a través de Más Igualdad, realizó un estudio sobre la salud mental que afrontan las personas que integran la Comunidad LGBTIQ+, el cual fue reconocido en la edición del 2020 del premio “Jóvenes Transformadores en Acción”, presentado por la Asociación UNACEM y la Alianza por los Jóvenes.Ese año recibieron el premio PODER al think Tank 2019, por el mismo estudio.Esto generó la necesidad de crear un servicio de atención psicológica: «Botiquín Emocional Arcoíris»; servicio que se brinda de manera gratuita y en el que participan psicólogos, psicólogas y voluntarios que forman parte de la asociación civil de Más Igualdad.
Otro estudios que ha realizado, a través de Mas Igualdad han sido: El Informe De Investigación Personas Refugiadas y Migrantes de Venezuela GLTBIQ+ en Perú: Situación, Liderazgos y Colectividades; Investigación "Migración internacional calificada de peruanas/os LGTBQ+, Discriminación y Fuga de Talentos"
Actualmente se desempeña como directora de investigación y proyectos en la asociación civil Más Igualdad; a su vez, investiga temas relacionados con violencia de género, el hostigamiento sexual y salud mental en favor de la comunidad LGBTIQ+.